# Gastón Rodríguez
Pour les articles homonymes, voir Rodríguez.
Gastón Rodríguez est un footballeur uruguayen né le 12 février 1994. Il évolue au poste de gardien de but au CSD Rangers.

## Palmarès

### En équipe nationale
- Équipe d'Uruguay des moins de 17 ans
  - Finaliste de la Coupe du monde des moins de 17 ans en 2011